# Doudja
Doudja est un village du Cameroun situé dans le département du Mayo-Rey et la région du Nord. Sur le plan administratif, il fait partie de la commune de Tcholliré et, sur le plan coutumier, du lamidat de Rey-Bouba.

## Population
Lors du recensement de 2005, la localité comptait 241 habitants.

## Économie
Le village de Doudja dispose d'un marché avec des ventes de produits manufacturés, de produits agricoles et de produits de consommations courantes.
La construction d'un puits pastoral a été proposée en 2015.

## Agriculture
Le village a des zones de pâturage.